# Interstate 73
Interstate 73 eller I-73 är en väg, Interstate Highway, i delstaten North Carolina, USA. Den är 42 km lång. Men man har planer på att bygga ut den så att den ska gå South Carolina - North Carolina - Virginia - West Virginia - Ohio - Michigan